# Mittelhof
Mittlehof là một đô thị thuộc huyện Altenkirchen, trong bang Rheinland-Pfalz, phía tây nước Đức. Đô thị Mittelhof có diện tích 11,13 km², dân số thời điểm ngày 31 tháng 12 năm 2006 là 1146 người.